# Sano di Pietro
Sano di Pietro (Siena, 1405 – 1481) è stato un pittore e miniatore italiano del primo Rinascimento a Siena.

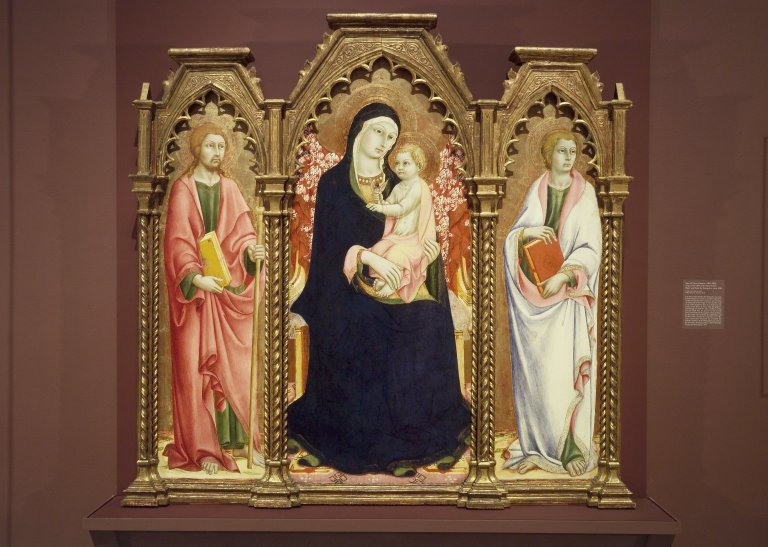
Sano di Pietro, Trittico con la Madonna con Bambino, san Giacomo e san Giovanni Evangelista. 1450 c. New York, Brooklyn Museum of Art

Assieme ad altri maestri del Quattrocento senese (Giovanni di Paolo, Sassetta, ecc.), fu tra gli artisti più richiesti e quotati del mercato antiquario mondiale di opere d'arte. Oggi la sua figura appare molto ridimensionata, ma resta un artista importante nel panorama della scuola senese del suo secolo.

## Biografia
Non si conoscono opere documentate di Sano di Pietro di Mencio fino al 1443 quando risulta un pagamento per la figura di Federico il Barbarossa, nella Sala della Balia nel palazzo pubblico di Siena. Successivamente nella sua prolifica opera pittorica, troveremo molte opere firmate e datate. È ormai appurato che il giovane Sano non sia altro che il Maestro dell'Osservanza, produttore di opere di qualità maggiore prima della fase matura, più stanca e ripetitiva.
La formazione di Sano sembra sia avvenuta presso il Sassetta e Giovanni di Paolo con difficoltà ad individuare il tratto autografo nel periodo iniziale della produzione. Rimasto sempre agganciato agli stilemi del primo Quattrocento, dopo il 1450 si dedicherà anche alla miniatura, in cui meglio esprimerà "la sua vena narrativa e descrittiva.".  Tra i suoi dipinti più significativi si ricordano il San Bernardino (olio su tavola) conservato presso la Pinacoteca di San Francesco, ospitata nel chiostro della chiesa omonima presso il Museo della Città di Acquapendente. Anticamente l'opera era conservata presso l'altare gentilizio della Famiglia Taurelli nella chiesa di San Francesco ed è datato al 1488 (post). 
Usava firmarsi "SANIS PETRI DE SENIS".
Negli ultimi decenni della sua vita il ductus pittorico perderà gli ottimi livelli qualitativi raggiunti scivolando spesso in "un'ingenua e talvolta esteriore religiosità".

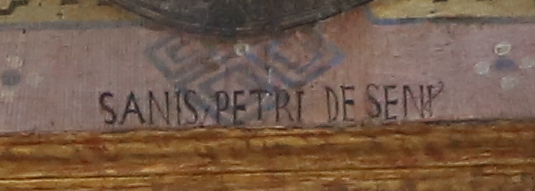
Firma di Sano di Pietro

## Opere

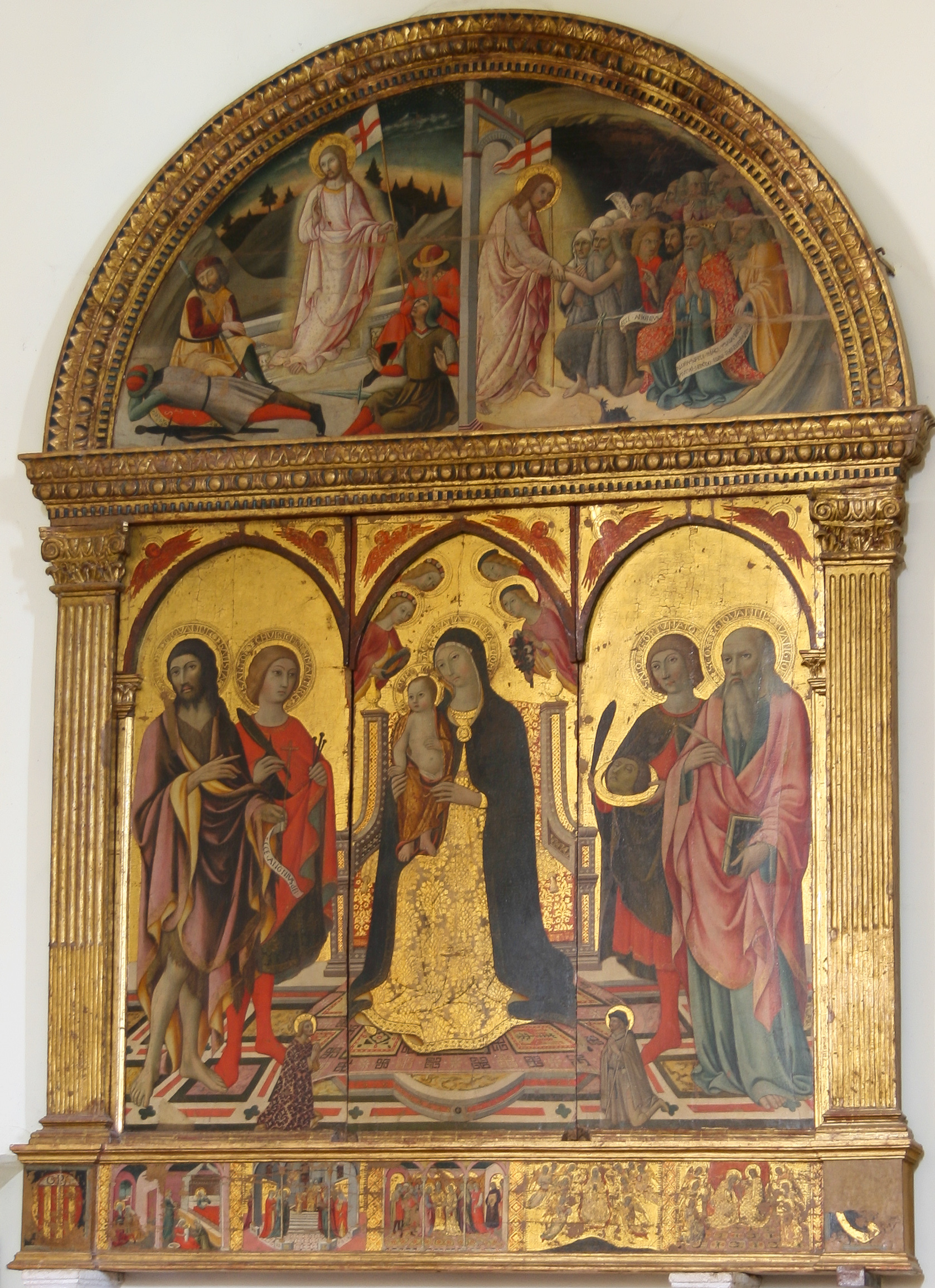
Polittico della collegiata di San Quirico d'Orcia

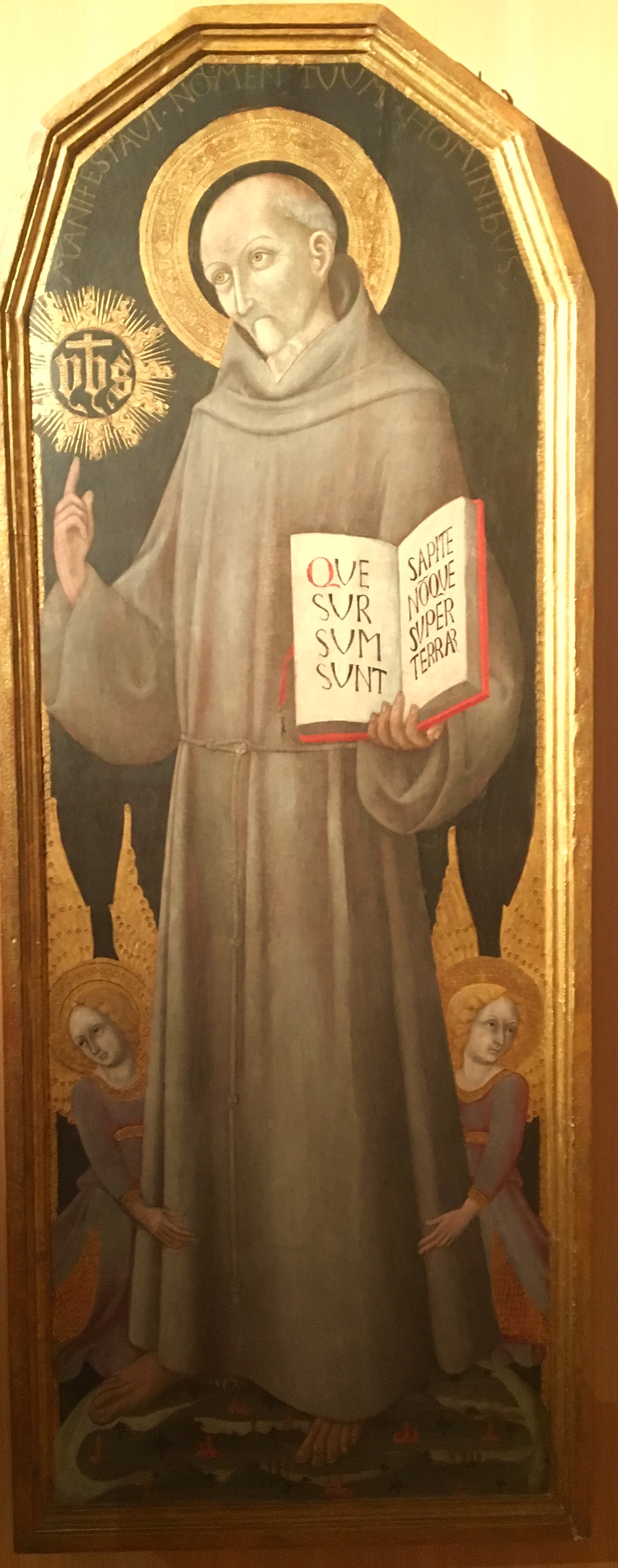
Sano di Pietro, San Bernardino da Siena, olio su tavola, 1450/1460 circa, Pinacoteca di San Francesco, Museo della Città di Acquapendente

- Sano di Pietro, San Bernardino da Siena, olio su tavola, 1450/1460 circa, Pinacoteca di San Francesco, Museo della Città di AcquapendentePolittico dei Gesuati, registri superiori: Siena, Pinacoteca Nazionale; predella: Parigi, Louvre (originariamente nella chiesa del convento di San Girolamo dei Gesuati).
- San Francesco, Siena, Pinacoteca Nazionale.
- Prediche di San Bernardino, Siena, Museo dell'Opera della Metropolitana.
- San Cristoforo, dipinto per la chiesa di San Cristoforo in Siena, conservato nel Museo Diocesano d'Arte sacra.
- Tavolette provenienti dalla chiesa di San Pietro in Castelvecchio (Madonna col Bambino, Angelo annunziante, Santa Lucia), Siena, Museo Diocesano d'Arte sacra.
- Predella della pala dei signori:

Presentazione della Vergine al tempio, Roma, Pinacoteca Vaticana
Assunzione della Vergine, Altenburg, Lindenau-Museum
Matrimonio della Vergine, Roma, Pinacoteca Vaticana
Ritorno della Vergine alla casa dei genitori, Altenburg, Lindenau-Museum
- Trittico, Madonna con Bambino e, ai lati, San Giacomo e San Giovanni Battista, New York, Brooklyn Museum of Art.
- Madonna dell'umiltà, New York, Brooklyn Museum of Art.
- Antifonario, Pienza, Museo Diocesano, ms A.I.
- Salterio (da Monteoliveto Maggiore), Chiusi, Museo della Cattedrale, codice V.
- Madonna con Bambino e santi, 1450 circa, Coral Gables (Miami), Lowe Art Museum (donazione della Kress Foundation).
- Sant'Antonio abate e san Girolamo, 1450-1460, Museo d'arte sacra, Grosseto
- Madonna in trono col Bambino e santi, 1458, Montemerano (Grosseto), chiesa di San Giorgio.
- Madonna col Bambino, seconda metà del XV secolo, dalla Chiesa dei Santi Cerbone e Michele di Montorsaio, Museo d'arte sacra, Grosseto
- Sant'Agostino e San Nicola da Tolentino, Galleria nazionale di arte antica, Roma
- Crocifissione, Galleria nazionale di arte antica, Roma
- San Giorgio e il drago, Museo Diocesano d'Arte Sacra, Siena